# Billie Jean
«Billie Jean» — песня американского музыканта Майкла Джексона. Второй сингл из шестого студийного альбома певца Thriller. Выпущен на лейбле Epic Records 3 января 1983 года. Композиция была написана Джексоном и спродюсирована им самим и Куинси Джонсом. Песня хорошо известна своей характерной басовой партией и вокальными приёмами Джексона. Текст основан на реальном жизненном опыте певца и посвящён групи — девушкам, сопровождавшим его и группу The Jacksons на гастролях.
2 марта 1983 года на телеканале MTV состоялась премьера видеоклипа на «Billie Jean». Ролик, снятый режиссёром Стивом Бэрроном, стал первым музыкальным видео афроамериканского исполнителя, попавшим в горячую ротацию телеканала. Благодаря этому прорыву «Billie Jean» называют одной из самых революционных песен в истории популярной музыки. Она стала одним из самых продаваемых синглов 1983 года в США и заняла 9-е место по объёмам продаж в Великобритании. Композиция лидировала в американских чартах Billboard Hot 100 и R&B Singles.
25 марта 1983 года, выступая с «Billie Jean» на шоу, посвящённом 25-летию звукозаписывающей компании Motown Records, Джексон впервые продемонстрировал лунную походку. Выступление было номинировано на «Эмми» в категории «Лучшее выступление в варьете или музыкальной программе». В 1984 году певец получил за «Billie Jean» две статуэтки «Грэмми» и одну награду «American Music Awards».
В 2008 году ремикс под названием «Billie Jean 2008», созданный при участии Канье Уэста, вошёл в список композиций переиздания альбома Джексона Thriller 25, но в качестве сингла не выпускался.

## История создания
С начала 1970-х годов Джексон принимал участие во всех гастролях семейной группы The Jackson 5 (позже The Jacksons) в качестве главного солиста. На момент первых концертов певцу было около 10-ти лет. С самого детства Джексон слышал от своих братьев истории о том, как сумасшедшие фанатки, групи, обвиняли их в отцовстве своих детей. Одна из таких девушек однажды проникла на территорию дома Джексона, а затем заявила, что он — отец одного из её близнецов; другая угрожала убить себя и своего ещё не родившегося ребёнка, если певец не женится на ней. Как объяснял сам музыкант, Билли Джин — не конкретная женщина, а собирательный образ всех групи, преследовавших его и его братьев на протяжении всей их карьеры. Джексон писал, что песня пришла ему в голову в 1981 году, когда в перерыве между записями он ехал по скоростному шоссе. Певец был настолько увлечён композицией песни, что не заметил дым, идущий из-под автомобиля: произошло возгорание.
Первая демоверсия «Billie Jean» была записана Джексоном на его домашней студии в Энсино. В течение трёх недель певец в одиночестве работал над басовой партией. В 1982 году он принёс свою демозапись Куинси Джонсу для рассмотрения её в качестве кандидата на включение в альбом Thriller, но продюсер не был впечатлён длительным вступлением и звучанием баса и заключил, что песня не подходит для пластинки. После долгих споров, в ходе которых певец чуть было не отменил выпуск альбома, было решено, что песня попадёт на Thriller, однако длительность первоначальной версии композиции составляла 11 минут, поэтому её пришлось сократить почти вдвое. Вокальные партии Джексона были записаны с одного дубля.
Участники команды Джексона экспериментировали на протяжении всего процесса записи. Для создания особого звучания звукорежиссёр Брюс Свиден поставил барабанную установку на деревянную платформу толщиной около 10-ти дюймов и поместил гладкий брусок дерева между малым барабаном и тарелкой. Для бас-барабана Свиден подготовил самодельный мягкий чехол с небольшим отверстием для микрофона. «Я считаю „Billie Jean“ прекрасным примером того, что я называю „Индивидуальным звучанием“, — отметил звукорежиссёр. — Не думаю, что существует много записей, где всё, что нужно услышать — это первые несколько ударов барабана, и вы тут же узнаете, что это за песня». Часто ошибочно считается, что для создания партии ударных инструментов была использована драм-машина, на самом деле партия была записана в студии полностью с одного дубля.
Гитарное соло было записано Дэвидом Уильямсом на домашней студии Джексона. Эту партию пытались перезаписать несколько раз, но, по словам Брюса Свидена, каждый раз что-то шло не так. На первых тиражах пластинки Thriller исполнителем гитарного соло был указан Дин Паркс, но Паркс рассматривался в качестве кандидата на его исполнение лишь на ранних стадиях записи. Вдобавок ко всему, название композиции на первых пластинках было написано как «Billy Jean». Перед началом записи своей партии бас-гитарист Льюис Джонсон сыграл её для Джексона на всех гитарах, какие у него имелись, пока певец не выбрал подходящий звук. Выбранный инструмент Джонсон модифицировал, прикрепив дополнительные магниты под звукосниматели. Джонс пригласил джазового саксофониста Тома Скотта для исполнения мелодии на духовом синтезаторе Lyricon.
Свиден сводил «Billie Jean» 91 раз, хотя обычно звукорежиссёр делал всего один или два микса для каждой композиции. В конце концов, команда остановила свой выбор на втором прослушанном миксе. Песню хотели назвать «Not My Lover», чтобы избежать у слушателей ассоциаций с американской теннисисткой Билли Джин Кинг.
Песня была включена в списки композиций нескольких сборников хитов Джексона: HIStory: Past, Present and Future, Book I, The Essential Michael Jackson, Number Ones, The Ultimate Collection, King of Pop и The Indispensable Collection. В 2013 году оригинальная демоверсия 1981 года вошла в официально выпущенный на iTunes сборник The Ultimate Fan Extras Collection.

## Особенности композиции
«Billie Jean» — композиция умеренно-оживлённого темпа, написанная в тональности фа-диез минор, выдержанная в жанрах фанка, ритм-н-блюза и данс-попа. В ней используется 12-тактовая блюзовая аккордовая последовательность. Песню открывает звучание стандартных барабана и тарелки с едва заметным эффектом реверберации. Через два такта вступает ещё одна тарелка. Спустя четыре такта начинает звучать повторяющаяся басовая партия, не прерываясь более чем на одну восьмую такта. Партия построена на тревожно звучащей седьмой ступени. Затем вступает трёхнотная синтезаторная партия, исполняемая стакатто с сильным эффектом реверберации. Устанавливается базовая последовательность аккордов, определяющая всю запись, и затем вступает вокал Джексона в сопровождении щелчков пальцами, то появляющихся, то исчезающих во время исполнения куплетов. На заднем плане тем временем вся ритм-секция и последовательность аккордов продолжают повторяться. Аккордовая последовательность бриджа стартует с шестой ступени, которая часто применяется в музыке для создания атмосферы тревоги и беспокойства. В припеве синтезаторные аккорды звучат гораздо плотнее и дольше, хлопки подчёркивают звучание малого барабана на слабой доле. Впервые вступает ритм-энд-блюзовая ритм-гитара, два такта играющая партию на тонике. Следующий за всем этим бридж внезапно вводит в композицию партию струнных, сыгранную на органной тонике, кроме двух простых партий и одного аккорда, ведущих к следующему припеву. В конце внезапно звучит мрачный нисходящий струнный хук, повторяющийся много раз в растянутой коде. Затем почти блюзовая гитара с фланжерным звуковым эффектом повторяет четырёхнотную минорную фразу, выполняющую роль соло. Джексон писал себе такие песни, в которых он мог использовать весь свой диапазон: от высокого баритона до низкого фальцета. Исполняя «Billie Jean», певец свободно использует тенор, поднимающийся до низкого фальцета на последних строчках куплетов («Who will dance on the floor in the round»), а часть бриджа исполнена им полнозвучным голосом. В кульминации все мелодические и вокальные составляющие мгновенно концентрируются вместе.
Музыкальный критик Нельсон Джордж писал, что аранжировка струнных инструментов Джерри Хэя передаёт слушателю атмосферу напряжённости песни. Многими рецензентами было отмечено, что «Billie Jean» является одной из первых песен Джексона, раскрывающих тему паранойи и тёмных фантазий. Ричард Кромелин описал аранжировку «Billie Jean» как «изящную, закрученную вокруг басовой партии и мрачного звучания струнных инструментов». По мнению критика, в этой композиции впервые проявляется новый голос певца — голос жертвы, пронзительный фальцет, западающий в память. Обозреватели портала Sputnikmusic писали: «Простая партия ударных, фантастическая, нервная басовая партия. Мелодичные аккорды синтезатора очерчивают контуры стихов куплетов, а всё большее количество инструментов дополняет атмосферу припева. Припев имеет чрезвычайно запоминающиеся вокальные гармонии и превосходную фанковую гитарную партию». Журналисты Blender заметили, что «Billie Jean» — «одна из наиболее эксцентрично звучащих, психологичных и просто причудливых композиций, когда-либо попадавших в Top 40».

## Выпуск сингла и реакция критики
«Billie Jean» стала вторым синглом из альбома Джексона Thriller, релиз состоялся 3 января 1983 года в США и 21 января в Великобритании на 7-ми и 12-дюймовых виниловых пластинках. Сингл стал первым хитом № 1 из альбома в чарте Billboard Hot 100. Благодаря ему и Thriller занял высокие строчки чартов. За три недели песня поднялась на вершину R&B Singles и оставалась на первой строчке 9 недель до тех пор, пока её почти сразу не сменила другая песня Джексона — «Beat It». «Billie Jean» стала одним из самых продаваемых синглов 1983 года в США и заняла девятое место по объёмам продаж в Великобритании.
В 1984 году компания Pepsi запустила в США рекламную кампанию «The Choice of a New Generation» (с англ. — «Выбор нового поколения»), в рамках которой на 7-дюймовой пластинке была выпущена переработанная версия песни под названием «Pepsi Generation» (с англ. — «Поколение Пепси»). Она сопровождала одноимённые рекламные ролики на телевидении с Джексоном и его братьями в главных ролях. К синглу прилагался 20-страничный буклет.
«Billie Jean» была положительно оценена музыкальными критиками. В Rolling Stone отметили, что в плане смысла текста — это «печальная, почти скорбная песня, в основу которой положены реальные чувства исполнителя». По их мнению, она представляет собой «около 5 минут вызывающих мурашки струнных и соблазнительной басовой партии». Рецензенты портала Allmusic посчитали песню одной из лучших в альбоме Джексона и назвали её «потрясающим футуристическим фанком». По мнению критиков Sputnikmusic «Billie Jean» намного сильнее «The Girl Is Mine», предыдущего сингла из альбома Thriller: «Эта композиция до сих пор воспринимается как один из лучших синглов поп-музыки всех времён». Обозреватель About.com Билл Лэмб отметил, что в основу «Billie Jean» положена одна из самых запоминающихся партий ударных инструментов. Журналисты Billboard выделили резкое звучание малого барабана, пульсирующий бас, «разреженную» партию клавишных, а также необычные вокальные приёмы Джексона.
В 2003 году телеканал VH1 отдал «Billie Jean» второе место среди 100 величайших песен, выпущенных за последние 25 лет, а в 2006 году песня заняла четвёртую строчку в их списке 100 величайших песен 80-х гг. В 2004 году «Billie Jean» вошла в список 500 величайших песен всех времён по версии журнала Rolling Stone под номером 58. В 2005 году композиция заняла первую строчку в списке 500 лучших песен, выпущенных с 1980 года, по версии журнала Blender. В списке 500 величайших песен всех времён, опубликованном в журнале New Musical Express в 2013 году, «Billie Jean» заняла 57-ю строчку.

## Музыкальное видео
В конце 1970-х — начале 1980-х годов музыкальные видеоклипы представляли собой в основном бессмысленные ролики с примитивными спецэффектами или фрагменты концертных исполнений. Джексону при помощи видеоклипа хотелось рассказать зрителю историю, он выразил желание снять короткометражный фильм c чётко выраженной сюжетной линией. Впечатлённый работой Стива Бэррона над видео группы Human League на песню «Don’t You Want Me», певец решил пригласить режиссёра поработать над своим видеоклипом на «Billie Jean». На съёмки компания CBS Records выделила 75 000 долларов. Видео было снято ещё до релиза Thriller, примерно за 5 недель до выпуска «Billie Jean» в качестве сингла.
Стив Бэррон рассказывал, что, впервые прослушав композицию, ему захотелось снять нечто «магическое», так у него появилась идея «прикосновения Мидаса» — светится всё, к чему прикасается главный герой. Бэррон выслал Джексону идеи сюжета и поехал на съёмки. Перед началом певец внёс некоторые дополнения в сценарий: весь эпизод, в котором исполнитель танцует, прогуливаясь по улице, был снят по его инициативе. Кроме того, им была предложена ещё одна идея: манекены должны были «ожить» и танцевать вместе с ним, но из-за недостатка финансирования от этой сцены пришлось отказаться.
По сюжету клипа Джексон гуляет по улицам города, под ногами певца светятся плиты мостовой, его преследует папарацци. Примерно на 2-й минуте видео Джексон начинает танцевать, показывая свои фирменные движения: вращения и стойку на носках. Затем певец заходит в номер отеля и ложится в постель предполагаемой Билли Джин. Как только папарацци пытается сфотографировать происходящее через окно, простыни начинают светиться, Джексон исчезает, а фотографа уводит полиция.
В начале 1980-х годов всё бо́льшую популярность завоёвывал телеканал MTV, но его руководство практически не принимало в ротацию видеоклипы афроамериканцев. «Я помню, как отправился на MTV с черновым вариантом клипа „Billie Jean“, и они отказались от него», — вспоминает Рон Визнер, бывший на тот момент менеджером Джексона. В рамках борьбы за то, чтобы артисту выделили эфирное время, президент CBS Records Уолтер Етникофф оказал давление на MTV, сделав следующее заявление: «Я больше не дам вам ни одного музыкального видео и собираюсь публично рассказать о том, что вы не хотите ставить музыку чёрного парня». Его позиция переубедила руководство телеканала, и 2 марта 1983 года в ротацию было запущено видео «Billie Jean», а чуть позже и «Beat It». Популярность этих композиций и видеоклипов к ним помогли юному каналу найти своё «место на карте» и переключить внимание его руководителей на поп-музыку и ритм-н-блюз. Таким образом, «Billie Jean» стал первым видеоклипом чернокожего артиста, попавшим в горячую ротацию MTV, пробив расовый барьер на телевидении. Благодаря этому прорыву, песню называют одной из самых революционных в истории популярной музыки. Кроме того, тогда получила распространение идея, что релиз сингла должен сопровождаться высокобюджетным роликом. Таким образом, произошла трансформация совершенно заурядного выпуска песни в целое событие. Соучредитель MTV Джон Сайкс заявил, что видео на «Billie Jean» побудило таких артистов, как Мадонна и ZZ Top, вкладывать больше денег в свои видеоклипы благодаря большому влиянию телевизионных ротаций на продажи альбомов.
В феврале 2014 года ролик получил сертификацию Vevo за 100 млн просмотров. В июне 2021 года клип набрал 1 млрд просмотров.

## Концертное исполнение

### Выступления
25 марта 1983 года состоялся концерт «Motown 25: Yesterday, Today and Forever» (с англ. — «Мотаун 25: Вчера, сегодня и навсегда»), посвящённый 25-летию звукозаписывающей компании Motown Records. После того как группа The Jacksons исполнила попурри из нескольких своих хитов 1970-х годов, на сцене остался только Майкл Джексон: он произнёс небольшую речь, и зазвучала «Billie Jean». Так состоялось первое исполнение этой композиции на концерте, именно тогда певец впервые продемонстрировал лунную походку, ставшую его «визитной карточкой». Джексон оказался единственным исполнителем на концерте Motown, выбравшим для своего выступления песню, выпущенную на другом лейбле звукозаписи. Весь номер, включая создание сценических костюмов для The Jacksons и работу операторов, был поставлен под контролем Майкла Джексона.
Кристофер Смит из Los Angeles Times писал о впечатлениях зрителей на концерте: «Это было нечто уникальное. Это был даже не рёв, больше похоже на визг по всему залу, как будто все испугались одновременно. В двух рядах от меня две женщины яростно обнимались, буквально вцепившись друг в друга, и при этом не отрывали взгляда от сцены, будто пытаясь подсознательно удержаться за этот момент. Затем, как ни странно, толпа на 15 секунд стихла. Первая лунная походка вызвала новый шквал воплей. Неудивительно, что после концерта в вестибюле были люди, пытавшиеся повторить её и понять суть её исполнения». Выступление Джексона на 25-летии Motown Records может рассматриваться как перемещение атмосферы музыкального видеоклипа на сцену. В настоящее время большинство поп-звёзд выбирают для своих концертных номеров именно такой способ постановки. Исполнение «Billie Jean» на этом мероприятии было номинировано на награду «Эмми» в категории «Лучшее выступление в варьете или музыкальной программе».

Джексон исполняет «Billie Jean» на концертном туре Dangerous World Tour (1992—1993 годов)

В интервью журналу TV Guide в 1999 году Джексон назвал «Billie Jean» любимой песней для живого исполнения, но только в том случае, если её не нужно исполнять в одной и той же манере: «Зрители хотят видеть конкретные вещи — в определённый момент я должен сделать лунную походку. Но мне хотелось бы продемонстрировать другую версию».
Впервые композиция была исполнена в концертном турне 1984 года: она вошла в сет-лист тура группы The Jacksons Victory. Выступление с «Billie Jean» на одном из этих шоу было включено в проморолик турне, режиссёром которого выступил Патрик Р. Келли. Наряду с «Beat It» и «Thriller» песня стала неотъемлемой частью всех сольных концертных туров Джексона: Bad World Tour (1987—1989), Dangerous World Tour (1992—1993) и HIStory World Tour (1996—1997). Певец планировал исполнить её на несостоявшемся турне This Is It.
Басист Алекс Эл, работавший на выступлениях Джексона с 2001 года, вспоминает: «Нужно было знать партии так, как они звучали на студийной записи, ведь Майкл знал каждый звук, каждую ноту и интонацию. Он был сторонником взятия оригинальной версии в качестве отправной точки. Исходя из этого, задача стояла в поиске путей обновления некоторых отрывков в той манере, которая понравилась бы Майклу. Очевидно, что нельзя было сильно изменить басовую партию „Billie Jean“, зато можно было растянуть легато».
Фрагменты песни звучали в попурри, исполненных певцом во время выступлений в перерыве финального матча Супербоула в 1993 г. и на церемонии вручения наград MTV Video Music Awards 1995 года. В июле 1996 года Джексон спел «Billie Jean» на концерте, посвящённом Дню рождения султана Брунея. Исполнялась певцом на благотворительных концертах «Michael Jackson and Friends» (с англ. — «Майкл Джексон и друзья») в 1999 году. В сентябре 2001 года композиция вошла в сет-лист двух шоу, посвящённых 30-летию сольной карьеры Джексона на арене Мэдисон-сквер-гарден в Нью-Йорке. Телевизионная версия концерта, включающая выступление с «Billie Jean» на одном из этих мероприятий, была показана на телеканале CBS в ноябре того же года.
Официально концертные выступления с «Billie Jean» были выпущены на DVD: Live in Bucharest: The Dangerous Tour и Live at Wembley July 16, 1988. Репетиция для тура This Is It вошла в документальный музыкальный фильм «Майкл Джексон: Вот и всё». В конце сентября 2014 года состоялся релиз концерта в честь 25-летия Motown Records на DVD, куда вошло и первое публичное исполнение «Billie Jean».

### Концертная атрибутика
С самого первого публичного исполнения «Billie Jean», постановка номера начала «обрастать» сопутствующими постоянными атрибутами: одна белая «бриллиантовая» перчатка, сверкающий чёрный жакет, укороченные брюки, расшитые стразами белые носки и чёрная фетровая шляпа — федора.

Кожаная перчатка, расшитая стразами. Джексон надел её для выступления на 25-летии Motown Records (1983 г.)

Самую первую перчатку, расшитую стразами, Джексон сделал сам вручную. Певец надевал её на своих выступлениях ещё в 1970-х годах, но после шоу, посвящённого 25-летию Motown, зрители стали отождествлять её именно с «Billie Jean». Тогда это была обычная кожаная перчатка для гольфа, украшенная 1 619-ю стразами, сделанная одним из ассистентов семьи Джексонов. В дальнейшем кожа была заменена на спандекс. Во время Bad World Tour певец просматривал плёнки с концертами и услышал потрескивание: стразы, нашитые со стороны ладони, царапали микрофон, впоследствии, стразы с внутренней стороны перчатки были срезаны, и до конца тура Джексон надевал её лишь на правую руку, в которой держал микрофон. Первый чёрный жакет для выступлений был сшит из сетчатой ткани, на которую были нашиты пайетки. С годами внешний вид жакета практически не менялся, менялась только ткань.
Для выступления на 25-летии Motown Джексон надел обычные носки, расшитые плоскими стразами. Позже их «конструкция» изменилась: на верхнюю часть нашивались от 18-ти до 24-х соприкасавшихся друг с другом рядов стеклянных страз, в результате, вес одного носка достигал 1 кг 140 г.

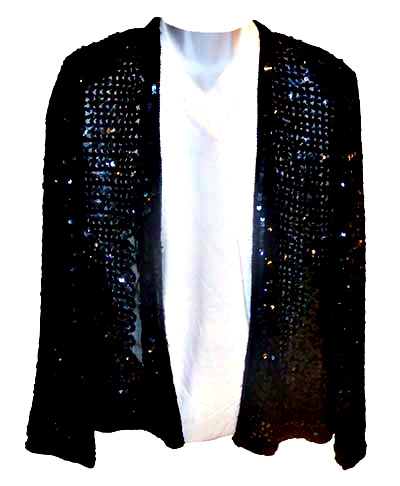
Этот жакет Джексон надевал для исполнения «Billie Jean» на туре Victory (1984 г.)

Брюки для «Billie Jean» представляли собой классические хлопковые брюки в стиле 1940-х годов. Они были укорочены для того, чтобы зрители могли видеть сверкающие белые носки, приковывающие внимание к движениям ног певца. Для усиления эффекта костюмеры пришили в карманы брюк лишнюю подкладку: когда Джексон демонстрировал лунную походку, он мог положить руки в карманы и незаметно подтянуть ткань — в этот момент брючины приподнимались. Чтобы ещё сильнее приковать внимание зрителей к ногам певца, на брючины были нашиты узкие белые лампасы.
Джексон исполнял «Billie Jean» на каждом шоу с 1984 года. Номер неизменно начинался с танца в круге света, а во время проигрыша певец демонстрировал лунную походку и стойку на носках. С 1987 г. в конец постановки был включён импровизационный танец. Каждое исполнение композиции заканчивалось тем, что Джексон бросал свою шляпу федору зрителям. Все шляпы изготавливались вручную на заказ, с внутренней стороны золотыми буквами было написано имя певца.
Неизменной оставалась и хореография Джексона в начале номера. Певец писал, что придумал танец в ночь перед выступлением на 25-летии Motown Records. Танцевальная техника скольжения назад или «лунная походка» появилась задолго до того, как певец впервые продемонстрировал её на своих выступлениях. Он неоднократно рассказывал, что однажды увидел, как это движение делают чернокожие подростки, уличные танцоры, музыкант позаимствовал эту технику у них. Несмотря на это, лунная походка, наряду с одной белой перчаткой, чёрной шляпой и блестящим жакетом, продолжает ассоциироваться у зрителей именно с Майклом Джексоном и исполнением песни «Billie Jean».

## Список композиций
- 7" (номер в каталоге Epic Records — 34-03509)[82]

| №  | Название      | Длительность |
| -- | ------------- | ------------ |
| 1. | «Billie Jean» | 4:50         |

| №  | Название                   | Длительность |
| -- | -------------------------- | ------------ |
| 2. | «Can't Get Outta the Rain» | 4:02         |

- 12" (номер в каталоге Epic Records — 49-03557)[82]

| №  | Название                       | Длительность |
| -- | ------------------------------ | ------------ |
| 1. | «Billie Jean» (Длинная версия) | 6:20         |

| №  | Название                                | Длительность |
| -- | --------------------------------------- | ------------ |
| 2. | «Billie Jean» (Инструментальная версия) | 6:20         |

- 7" (номер в каталоге Epic Records — EPC A3084)[82]

| №  | Название      | Длительность |
| -- | ------------- | ------------ |
| 1. | «Billie Jean» | 4:50         |

| №  | Название                   | Длительность |
| -- | -------------------------- | ------------ |
| 2. | «It's the Falling in Love» | 3:46         |

- 12" (номер в каталоге Epic Records — EPC A13 3084)[82]

| №  | Название                        | Длительность |
| -- | ------------------------------- | ------------ |
| 1. | «Billie Jean» (Extended Re-Mix) | 6:20         |

| №  | Название                                | Длительность |
| -- | --------------------------------------- | ------------ |
| 2. | «Billie Jean» (Инструментальная версия) | 6:20         |
| 3. | «It's the Falling in Love»              | 3:46         |

## Участники записи
| - Майкл Джексон — музыка, текст, вокал, бэк-вокал, аранжировка вокала, ритма, синтезаторов, струнных - Грег Филингейнс — родес-пиано, синтезатор - Грег Смит — синтезатор - Билл Уолфер — синтезатор, программирование синтезатора - Дэвид Уильямс — соло-гитара | - Льюис Джонсон — бас-гитара - Леон Ндугу Чанклер — ударные - Майкл Боддикер — Emulator - Джерри Хэй — аранжировка струнных - Джереми Лабок — дирижёр (струнные) |

## Саундтреки
| Год       | Фильм/Игра/Постановка                           | Альбом                                                | Источник |
| --------- | ----------------------------------------------- | ----------------------------------------------------- | -------- |
| 1989      | Michael Jackson's Moonwalker                    | —                                                     | [ 83 ]   |
| 1991      | Симпсоны (эпизод Stark Raving Dad)              | —                                                     | [ 83 ]   |
| 2000      | «Ангелы Чарли»                                  | —                                                     | [ 83 ]   |
| 2002      | Grand Theft Auto: Vice City                     | Grand Theft Auto Vice City O.S.T — Volume 4: Flash FM | [ 84 ]   |
| с 2007    | Thriller – Live                                 | —                                                     | [ 85 ]   |
| 2010      | Michael Jackson: The Experience                 | —                                                     | [ 86 ]   |
| 2009      | «Майкл Джексон: Вот и всё»                      | This Is It                                            | [ 87 ]   |
| 2011—2014 | Michael Jackson: The Immortal World Tour        | Immortal                                              | [ 88 ]   |
| с 2013    | Michael Jackson: One                            | —                                                     | [ 89 ]   |
| 2014      | Американский папаша! (эпизод She Swill Survive) | —                                                     | [ 83 ]   |

## Позиции в чартах и сертификации
| Чарт (1983)             | Высшая позиция |
| ----------------------- | -------------- |
| Австралия               | 1              |
| Австрия                 | 2              |
| Бельгия (Валлония)      | 1              |
| Великобритания          | 1              |
| Европа                  | 1              |
| Ирландия                | 1              |
| Испания                 | 1              |
| Канада                  | 1              |
| Нидерланды              | 3              |
| Новая Зеландия          | 2              |
| Норвегия                | 6              |
| США (Hot 100)           | 1              |
| США (R&B/Hip-Hop Songs) | 1              |
| ФРГ                     | 2              |
| Швейцария               | 1              |
| Швеция                  | 2              |
| ЮАР                     | 2              |
| Чарт (2009)             | Высшая позиция |
| Австралия               | 7              |
| Австрия                 | 13             |
| Великобритания          | 10             |
| Дания                   | 8              |
| Испания                 | 4              |
| Италия                  | 3              |
| Нидерланды              | 3              |
| Новая Зеландия          | 15             |
| Норвегия                | 5              |
| США (Hot Digital Songs) | 4              |
| Финляндия               | 11             |
| Швейцария               | 2              |

| Страна                 | Сертификат     |
| ---------------------- | -------------- |
| Испания (PROMUSICAE)   | золотой        |
| Новая Зеландия (RIANZ) | золотой        |
| Франция (SNEP)         | платиновый     |
| Дания (IFPI Denmark)   | 3 × платиновый |
| Италия (FIMI)          | 2 × платиновый |
| Канада (Music Canada)  | 2 × платиновый |
| Великобритания (BPI)   | 3 × платиновый |
| Австралия (ARIA)       | 9 × платиновый |
| США (RIAA)             | бриллиантовый* |
| Мексика (AMPROFON)     | бриллиантовый. |

## Награды и номинации
| Год  | Награда                   | Номинированная работа                                        | Категория                                              | Результат | Источник |
| ---- | ------------------------- | ------------------------------------------------------------ | ------------------------------------------------------ | --------- | -------- |
| 1983 | Emmy Award                | Выступление на концерте Motown 25: Yesterday, Today, Forever | Лучшее выступление в варьете или музыкальной программе | Номинация | [ 65 ]   |
| 1983 | Black Gold Awards         | Сингл                                                        | Лучший сингл года                                      | Победа    | [ 1 ]    |
| 1984 | American Music Awards     | Сингл                                                        | Лучший поп/рок сингл                                   | Победа    | [ 122 ]  |
| 1984 | American Music Awards     | Сингл                                                        | Лучший соул/ритм-н-блюз сингл                          | Номинация | [ 122 ]  |
| 1984 | American Music Awards     | Видеоклип                                                    | Лучшее соул/ритм-н-блюз видео                          | Номинация | [ 122 ]  |
| 1984 | American Music Awards     | Видеоклип                                                    | Лучшее поп/рок видео                                   | Номинация | [ 122 ]  |
| 1984 | Grammy Awards             | Песня                                                        | Песня года                                             | Номинация | [ 123 ]  |
| 1984 | Grammy Awards             | Песня                                                        | Лучший мужской ритм-н-блюз вокал                       | Победа    | [ 123 ]  |
| 1984 | Grammy Awards             | Песня                                                        | Лучшая ритм-н-блюз песня                               | Победа    | [ 123 ]  |
| 1984 | Juno Awards               | Сингл                                                        | Международный сингл года                               | Победа    | [ 124 ]  |
| 1984 | NARM Gift of Music Awards | Сингл                                                        | Самый продаваемый сингл                                | Победа    | [ 125 ]  |

## Billie Jean 2008
В феврале 2008 года было выпущено переиздание альбома Thriller 25, в список композиций которого вошли несколько ремиксов, в том числе «Billie Jean 2008». Новая версия песни была создана при участии Канье Уэста и не выпускалась в качестве сингла.
Ремикс получил различные отзывы критиков. Рецензенты портала About.com назвали ремикс «безжизненным»: «Создаётся впечатление, что Уэст вошёл в студию, напуганный гениальностью оригинала», — писал Билл Лэмб. Журналисты Rolling Stone не одобрили исчезновение басовой партии в новой версии. В то же время обозреватели портала IGN описали «Billie Jean 2008» как лучший и самый актуальный ремикс на пластинке: в нём «излишне раздута драма, не высказанная открыто в оригинальной версии трека» — именно таким способом, по мнению критиков, композиция была осовременена.

## Кавер-версии
- 1985 год. Мадонна исполняла фрагмент «Billie Jean» в связке со своим хитом «Like a Virgin» в одноимённом мировом турне[128].
- 1995 год. Панк-рок-группа The Bates выпустила на сингле свою версию этой композиции[129].
- 1995 год. В исполнении Лондонского симфонического оркестра «Billie Jean» вошла в сборник London Synphonic Orchestra Plays Michael Jackson[130].
- 2007 год. Крис Корнелл записал лирическую кавер-версию для своего второго студийного альбома Carry On[131].
- 2008 год. Стиви Уандер включил «Billie Jean» в сет-лист своего мирового тура Wonder Summer’s Night Tour[132].
- 2009 год. Группа Coldplay исполняла акустическую версию «Billie Jean» на шоу тура Viva La Vida[133].
- 2011 год. Песня вошла в сет-лист тура Doo-Wops & Hooligans Бруно Марса[134].
- 2013 год. Кавер-версия в исполнении Фила Кэмпбелла из группы Motörhead и Кори Гловера[англ.] из Living Colour вошла в альбом-трибьют Джексону Thriller — A Metal Tribute to Michael Jackson[135].